# Dinitrobenzen
Dinitrobenzeni su hemijska jedinjenja sastavljena od benzenskog prstena i dva supstituenta nitro grupe (-NO2). Tri moguća rasporeda nitro grupa daju tri izomera, 1,2-Dinitrobenzen, 1,3-dinitrobenzen i 1,4-dinitrobenzen. Svaki izomer ima hemijsku formulu: C6H4N2O4 i molarnu masu od oko 168,11 g/mol. 1,3-dinitrobenzen je najčešći izomer i koristi se u proizvodnji eksploziva.
- 1,2-Dinitrobenzen,
- 1,3-dinitrobenzen i
- 1,4-dinitrobenzen

## Svojstva
Svi Dinitrobenzeni su kristalne čvrste materije. Tačke ključanja tri izomera su relativno blizu; međutim, tačke topljenja se značajno razlikuju. Najvišu tačku topljenja ima 1,4-dinitrobenzen, i ima najveću simetriju.

| Dinitrobenzeni                      |                                                                                                |                                                                                                |                                                                                                |
| Preferentno IUPAC ime               | 1,2-Dinitrobenzen                                                                              | 1,3-Dinitrobenzen                                                                              | 1,4-Dinitrobenzen                                                                              |
| Druga imena                         | o-Dinitrobenzen                                                                                | m-Dinitrobenzen                                                                                | p-Dinitrobenzen                                                                                |
| Hemijska struktura                  |                                                                                                |                                                                                                |                                                                                                |
| CAS registarski broj                | 528-29-0                                                                                       | 99-65-0                                                                                        | 100-25-4                                                                                       |
| CAS registarski broj                | 25154-54-5 (Nespecifikovani izomeri)                                                           |                                                                                                |                                                                                                |
| PubChem                             |                                                                                                |                                                                                                |                                                                                                |
| Hemijska formula                    | C6H4N2O4                                                                                       | C6H4N2O4                                                                                       | C6H4N2O4                                                                                       |
| Molarna masa                        | 168.11 g/mol                                                                                   | 168.11 g/mol                                                                                   | 168.11 g/mol                                                                                   |
| Magnetska osetljivost               | -65.98·10−6 cm3/mol                                                                            | -70.53·10−6 cm3/mol                                                                            | -68.30·10−6 cm3/mol                                                                            |
| Fizičko stanje                      | Čvrst                                                                                          | Čvrst                                                                                          | Čvrst                                                                                          |
| Izgled                              | bela čvrsta materija                                                                           | žućkasta čvrsta supstanca                                                                      | bledo žuta čvrsta supstanca                                                                    |
| Tačka topljenja                     | 118 °C (244 °F; 391 K)                                                                         | 89,6 °C (193,3 °F; 362,8 K)                                                                    | 174 °C (345 °F; 447 K)                                                                         |
| Tačka ključanja                     | 318 °C (604 °F; 591 K)                                                                         | 297 °C (567 °F; 570 K)                                                                         | 299 °C (570 °F; 572 K)                                                                         |
| Gustina                             | 1.565 g/cm3 (17 °C (63 °F; 290 K))                                                             | 1.575 g/cm3 (18 °C (64 °F; 291 K))                                                             | 1.625 g/cm3 (18 °C (64 °F; 291 K))                                                             |
| Napon pare                          | 0.08 Pa (30 °C (86 °F; 303 K))                                                                 |                                                                                                | 0.07 Pa (30 °C (86 °F; 303 K))                                                                 |
| Napon pare                          | 0.34 Pa (50 °C (122 °F; 323 K))                                                                |                                                                                                | 0.23 Pa (50 °C (122 °F; 323 K))                                                                |
| Rastvorljivost                      | Nerastvorljivo u vodi                                                                          | Nerastvorljivo u vodi                                                                          | Nerastvorljivo u vodi                                                                          |
| GHS piktogrami opasnosti            |                                                                                                |                                                                                                |                                                                                                |
| GHS izjava o opasnosti              | H300, H310, H330, H373, H410                                                                   | H300, H310, H330, H373, H410                                                                   | H300, H310, H330, H373, H410                                                                   |
| GHS izjave o merama predostrožnosti | P260, P262, P264, P270, P271, P273, P280, P284, P301+310, P302+350, P304+340, P310, P314, P320 | P260, P262, P264, P270, P271, P273, P280, P284, P301+310, P302+350, P304+340, P310, P314, P320 | P260, P262, P264, P270, P271, P273, P280, P284, P301+310, P302+350, P304+340, P310, P314, P320 |

## Reaktivnost
To su jedinjenja koja predstavljaju značajnu nestabilnost i zapaljivost, sa tačkom paljenja od 150 °C (302 °F; 423 K) za orto i meta izomere.
To su nestabilna jedinjenja, osetljiva na toplotu, udarce i plamen. Orto-dinitrobenzen može da detonira kada je izložen toploti ili plamenu. Meta-dinitrobenzen može da detonira pri udaru ili kada se zagreje u zatvorenom prostoru. Svi izomeri su isparljivi kada su izloženi vodenoj pari.
Oni su nekompatibilni sa jakim oksidantima, a kontakt sa alkalijama i metalima (kao što su kalaj i cink) može izazvati povišenje temperature i povećan pritisak u posudama. Pomešani sa azotnom kiselinom, svi izomeri mogu biti izuzetno eksplozivni.
Njihovo razlaganje, posebno tokom sagorevanja, proizvodi toksične gasove i pare kao što su oksidi azota i ugljen-monoksid.

## Aplikacije
U proizvodnji celuloida, u raznim organskim sintezama, posebno u sintezi boja, kako finalnih tako i međuproizvoda, u proizvodnji eksploziva, u proizvodnji farmaceutskih proizvoda (lekova).
Dinitrobenzeni se koriste za dobijanje amina redukcijom, koji imaju veliku primenu u proizvodnji boja i farmaceutskih proizvoda.
1,2-dinitrobenzen se koristi kao zamena za kamfor u proizvodnji celuloznog nitrata.

## Spoljašnje veze
- m - DINITROBENZENO - Ficha de Informação de Produto Químico - www.cetesb.sp.gov.br[мртва веза]
- DINITROBENZENE - www.osha.gov (језик: енглески)
- Chemical Fact Sheet - 1,2-Dinitrobenzene - www.speclab.com Архивирано на веб-сајту  (2. јануар 2008) (језик: енглески)
- Safety data for 1,3-dinitrobenzene - www.pcl.ox.ac.uk[мртва веза]